# Staranzano
Staranzano est une commune italienne de la province de Gorizia dans la région Frioul-Vénétie Julienne en Italie.

## Administration
| Période                                  | Période | Identité | Étiquette | Qualité |
| ---------------------------------------- | ------- | -------- | --------- | ------- |
|                                          |         |          |           |         |
| Les données manquantes sont à compléter. |         |          |           |         |

### Hameaux
Alberoni, Bistrigna, Dobbia, Lido di Staranzano, Quarantia, Villaraspa, Le Coloschie, Bosco Grande, Bonifica del Broncolo, Punta Sdobba

### Communes limitrophes
Grado, Monfalcone, Ronchi dei Legionari, San Canzian d'Isonzo